# Partito Democratico del Kurdistan
Il Partito Democratico del Kurdistan (in curdo پارتی دیموکراتی کوردستان‎, Partîya Dêmokrata Kurdistanê) è un partito politico curdo attivo in Iraq.

## Storia

### La fondazione del PDK
Fondato nel 1946 dal mullā Mustafa Barzani, leader degli insorti curdi degli anni sessanta, esso ha rappresentato per due decenni l'unico partito militante per la causa curda.

### Il PDK e la Repubblica di Mahabad
La prima azione del PDK fu quella di organizzarsi per sostenere i compatrioti curdi che avevano proclamato, nel gennaio del 1946, la Repubblica di Mahabad, pur sotto influenza sovietica. Bārzānī e i suoi uomini, in maggioranza appartenenti al clan di Barzan, si spostarono allora a Est del Kurdistan nel 1946, dove assistettero alla fine dell'anno alla caduta della Repubblica e all'esecuzione dei suoi leader, fra cui Qazi Mihemed. Barzani e i suoi uomini, chiamati Peshmerga (letteralmente "coloro che fronteggiano la morte") trovarono allora rifugio in URSS, dove rimasero fino al loro rientro in patria nel 1958.

### Il PDK e la sua lotta contro l'Iraq
Al suo ritorno, Mustafa Barzani, che aveva comandato le forze militari della effimera Repubblica di Mahabad, radunò i suoi uomini sotto il suo comando, con un unico obiettivo: l'autonomia. Condusse quindi una lotta armata contro il governo iracheno (a cominciare da Kassem), a partire dal 1961. Nel marzo 1970 si giunse a un accordo, cui seguì un cessate-il-fuoco. In base all'accordo, il Kurdistan avrebbe conseguito l'autonomia ma tali accordi furono disattesi e i Peshmerga ripresero quindi la loro lotta nel 1974. Dopo la morte di suo padre nel 1979, Mas'ud Barzani prese la testa del partito. In piena guerra Iran-Iraq, il partito e il suo fratello-nemico dell'UPK tentarono di proseguire nel loro impegno armato, alleandosi con l'Iran, facendo proprio il vecchio detto secondo cui "il nemico del mio nemico è mio amico". Il popolo curdo ne pagò le conseguenze: il 16 marzo 1988, alla fine della guerra, Halabja, un villaggio curdo, fu colpito da armi chimiche sganciate dall'aeronautica militare del regime di Saddam Hussein. Il bilancio fu atroce: più di 5000 morti sul colpo.
Tuttavia, nel 1991, i due partiti avversari curdi approfittarono della Guerra del Golfo (1990-91) per ottenere lo statuto autonomo per il Kurdistan. Essendosi attenuata la guerra contro l'Iraq, scoppiò una guerra civile che contrappose i militanti del PDK e quelli dell'UPK.

### Il PDK oggi
Il partito è diretto da Mas'ud Barzani, attuale Presidente del Kurdistan iracheno.
Il PDK controlla il Sud del Kurdistan assieme all'Unione Patriottica del Kurdistan di Jalal Talabani, diventato Presidente dell'Iraq dopo la caduta del regime ba'thista, grazie all'appoggio determinante degli Alleati anglo-statunitensi.
Negli anni settanta, e questo fino alla sua presa di controllo da parte del PKK, il Nord del Kurdistan sosteneva fortemente il PDK e Barzani. Questo perché un gran numero di peshmerga sotto il comando di Barzani era originario del Nord. Inoltre, il PDK disponeva di basi arretrate rispetto al Nord, specie nella provincia di Colemerg (in turco Hakkâri).

## Risultati elettorali
| Elezione          | Voti      | % | Seggi    |
| ----------------- | --------- | - | -------- |
| Parlamentari 1996 | 89.760    |   | 3 / 250  |
| Parlamentari 2014 | 1.038.002 |   | 25 / 328 |